# Stade Fred-Aubert
Le stade Fred Aubert est un stade de football situé à Saint-Brieuc, en France.
Inauguré en 1940, il accueille depuis cette date les matchs à domicile du club de football du Stade briochin. Le stade porte le nom de Fred Aubert, ancien président du Stade briochin tombé au front cette même année.

## Histoire du stade

### Premières années et extensions
En 1940, le stade Fred-Aubert est inauguré à Saint-Brieuc, il s'agit d'un terrain de football comportant une seule tribune couverte. En 1957, le stade est profondément modifié, la tribune est détruite et une tribune plus grande est construite, il s'agit de la tribune Honneur. Cette dernière est couverte et dispose d'une capacité de 1 116 places assises. En face, une autre tribune en partie couverte est également construite. Autour du terrain de football, on trouve une piste d'athlétisme. En 1970, des rangs sont rajoutés à la grande tribune faisant face à la tribune Honneur. La couverture complète de cette dernière est réalisée et 4 projecteurs sont installés aux 4 coins du terrain. La capacité est augmentée à 6 008 places. En 1973, le stade accueille un 32e de finale entre les amateurs guingampais et les professionnels du Mans. Le stade est rempli par 9 058 spectateurs, nouveau record d'affluence et les guingampais s'imposent deux buts à zéro et bat leurs troisième équipe de D2. En 1975, la piste d'athlétisme est supprimée, seule reste une partie qui est inutilisable. En 1978, l'épopée briochine mène jusqu'à un seizième de finale à Fred-Aubert. Les briochins sont opposés à l'AS Nancy-Lorraine, qui compte dans son équipe, Michel Platini. L'affiche amène environ 10 000 spectateurs, 9 998 spectateurs pour être précis. Leur supériorité, les Nancéiens l'affirment en s'imposant deux buts à zéro.

### En Division 2
En 1993, à la suite de la montée du Stade briochin en Division 2, une butte est créée et des gradins en pierre sont construits sur cette butte. De l'autre côté du terrain, des gradins métalliques démontables sont installés. Tous ses aménagements portent la capacité du stade à 10 600 places. Lors de la seconde journée de la saison 1994-1995, le Stade Briochin reçoit pour son premier match à domicile, l'OM, tout juste relégué de D1 à cause de l'Affaire VA-OM. L'engouement pour ce match est énorme et le match se joue à guichets fermés puisque 10 600 spectateurs s'amassent dans le stade pour suivre une rencontre remporté par les olympiens, deux buts à un. Il s'agit du nouveau record d'affluence du stade et le record actuel du stade.

### Au niveau amateur
A la fin des années 1990, une tribune non-couverte est enlevée, ce qui diminue la capacité à 7 616 places dont 3 416 places assises. Depuis, de nouvelles normes ont diminué la capacité du stade à 6 863 places dont 3 416 assises. En 2018, pour la réception du RC Lens, le match se joue à presque guichets fermés puisque sur les 6 863 places mis en vente, 6 858 ont pris preneur et ses 6 858 spectateurs ont assisté un seizième de finale remporté par les lensois.
Le stade Fred-Aubert est aujourd'hui doté de deux tribunes latérales couvertes, côté nord et côté sud. Les sièges sont de couleurs bleue et jaune, correspondant au maillot domicile du Stade briochin. C'est à côté de cette enceinte que les équipes du Stade briochin s'entraînent, notamment sur le terrain synthétique qui borde l'une des tribunes.

### Rénovation du stade
Début avril 2021, la butte du stade est rasée. Une tribune provisoire va être à terme installé à la place de la butte. À partir de mai 2021, le stade va entrer dans une phase avec le changement des projecteurs, la rénovation de la grande tribune avec notamment l'installation de locaux. À partir de fin 2023, la tribune Honneur sera détruite et remplacée par une nouvelle tribune de 1 079 places assises comportant notamment 6 vestiaires, un ascenseur pour les PMR. La nouvelle capacité du stade sera donc réduite à 6 416 places. 
Cette nouvelle tribune est inaugurée le 21 décembre 2024 à l’occasion du 32e de finale de la Coupe de France opposant le Stade briochin, club de National 2 au Havre AC, club de Ligue 1. Les locaux créent l’exploit en l’emportant 1-0.

## Événements

### Football

#### Équipe de France féminine
| Date       | Compétition               | Équipe 1 | Résultat | Équipe 2 | Affluence |
| ---------- | ------------------------- | -------- | -------- | -------- | --------- |
| 8 mai 2008 | Euro 2008 (Éliminatoires) | France   | 2 - 0    | Serbie   | 4 240     |

#### Équipe de France U20
| Date             | Compétition  | Équipe 1 | Résultat | Équipe 2   | Affluence |
| ---------------- | ------------ | -------- | -------- | ---------- | --------- |
| 11 novembre 2015 | Match amical | France   | 4 - 3    | Angleterre | -         |
| 25 mars 2017     | Match amical | France   | 0 - 1    | Angleterre | 4 000     |

## Record d'affluence
| Rang | Spectateurs | Compétition     | Rencontre                                         | Date |
| ---- | ----------- | --------------- | ------------------------------------------------- | ---- |
| 1    | 10 600      | Division 2      | Stade briochin (D2) - Olympique de Marseille (D2) | 1995 |
| 2    | 9 998       | Coupe de France | Stade briochin (D3) - AS Nancy-Lorraine (D1)      | 1978 |
| 3    | 9 058       | Coupe de France | EA Guingamp (Ligue) - US Le Mans (D2)             | 1973 |
| 4    | 8 915       | Coupe de France | Stade rennais (D2) - Stade lavallois (D1)         | 1980 |
| 5    | 8 680       | Division 2      | Stade briochin (D2) - EA Guingamp (D2)            | 1995 |
| 6    | 8 027       | Division 2      | Stade briochin (D2) - Stade rennais (D2)          | 1994 |
| 7    | 7 000       | Division 2      | Stade briochin (D2) - USA Perpignan (D2)          | 1995 |
| 8    | 6 927       | Division 2      | Stade briochin (D2) - Olympique d'Alès (D2)       | 1995 |
| 9    | 6 858       | Coupe de France | Stade briochin (N2) - RC Lens (L2)                | 2018 |
| 10   | 6 643       | Division 2      | Stade briochin (D2) - CS Sedan Ardennes (D2)      | 1995 |

### Matchs internationaux
Le 20 mai 2008, la sélection professionnelle de Bretagne y a disputé une rencontre en amical face à l'équipe du Congo (3-1).

## Localisation
Le stade est situé en bordure de la voie express RN12 (Rennes-Brest) et sur la ligne E des Transports urbains briochins (TUB).

### Autres références
1. ↑  https://footamateur.letelegramme.fr/6857500/national-le-stade-briochin-va-commencer-sa-saison-a-domicile-dans-un-stade-de-plus-de-5-000-places/